# Quan sát trực tiếp sóng hấp dẫn lần đầu tiên
Sự kiện lần đầu tiên đo được trực tiếp sóng hấp dẫn đã diễn ra vào ngày 14 tháng 9 năm 2015 và được nhóm hợp tác LIGO và Virgo thông báo vào ngày 11 tháng 2 năm 2016. Trước đó các nhà vật lý mới chỉ biết sự tồn tại của sóng hấp dẫn một cách gián tiếp thông qua ảnh hưởng của chúng lên thời gian đến của xung vô tuyến từ sao xung trong các hệ sao đôi. Hình dạng sóng thu được từ hai trạm thăm dò của LIGO khớp với dự đoán của thuyết tương đối rộng về sóng hấp dẫn phát ra từ cặp lỗ đen có khối lượng lần lượt vào khoảng 36 và 29 lần khối lượng Mặt Trời chuyển động xoáy tròn quanh nhau, tiến tới sáp nhập rồi dao động tắt dần ("ringdown") tạo thành một lỗ đen quay. Tín hiệu được đặt ký hiệu là GW150914 (viết tắt của Gravitational Wave và ngày phát hiện sự kiện). Đây cũng là lần đầu tiên đo được quá trình sáp nhập của hệ hai lỗ đen, chứng minh sự tồn tại của các hệ đôi lỗ đen khối lượng sao, và những sự kiện hợp nhất như thế có xảy ra trong độ tuổi của vũ trụ hiện tại.
Giới truyền thông trên toàn cầu đã đưa tin về sự kiện này và có nhiều lý do để coi nó như là một thành tựu lớn. Nỗ lực nhằm chứng minh trực tiếp sự tồn tại của các sóng hấp dẫn đã trải qua trên 50 năm, khi mà cường độ của chúng đến Trái Đất là quá nhỏ khiến ngay cả Albert Einstein cũng phải hoài nghi về khả năng phát hiện ra sóng hấp dẫn. Các sóng thoát ra từ biến cố sáp nhập dữ dội GW150914 đến Trái Đất như là những gợn sóng lăn tăn của độ cong trong cấu trúc không thời gian làm thay đổi kéo giãn hay co ngắn ở các cánh tay dài 4 km của LIGO bằng khoảng 1/1000 đường kính của proton, tương đương tỷ lệ với sự thay đổi khoảng cách đến ngôi sao gần hệ Mặt Trời nhất bằng bề rộng của tóc người. Năng lượng giải phóng ra trong thời gian ngắn của sự kiện là cực lớn, tương đương bằng 3 lần khối lượng Mặt Trời x c2 (5,4×1047 J) phát ra trong thời gian ít hơn nửa giây dưới dạng sóng hấp dẫn, đạt tốc độ bức xạ cực đại bằng khoảng 3,6×1049 watt – lớn hơn hàng chục lần năng lượng ánh sáng phát ra từ tất cả các sao trong vũ trụ quan sát được kết hợp lại.
Phép đo này đã xác nhận một trong những dự đoán cuối cùng còn chưa được kiểm nghiệm của thuyết tương đối tổng quát và công nhận dự đoán của lý thuyết về sự biến đổi của độ cong không thời gian trong các sự kiện vũ trụ quy mô lớn (gọi là các kiểm tra trong trường hấp dẫn mạnh - strong field tests) và động lực phi tuyến tính. Nó cũng mở ra một ngành mới đó là thiên văn học sóng hấp dẫn, cho phép thu thập được dữ liệu từ các biến cố thiên văn vật lý mà trước đó không thể phát hiện được, và có khả năng đưa các nhà vũ trụ học tới những thời điểm sơ khai nhất trong lịch sử của Vũ trụ. LIGO cũng đã đo được tín hiệu thứ hai vào ngày 26 tháng 12 năm 2015 và kết quả này công bố vào 15 tháng 6 năm 2016. Tín hiệu thứ ba, GW170104 được công bố vào ngày 1 tháng 6 năm 2017.

## Sóng hấp dẫn
Albert Einstein đã tiên đoán sự tồn tại của sóng hấp dẫn vào năm 1916, sau vài tháng khi ông viết ra dạng đúng của phương trình trường cho thuyết tương đối tổng quát. Lý thuyết giải thích hấp dẫn là hệ quả của sự uốn cong không thời gian gây bởi khối lượng-năng lượng. Từ đó, Einstein đã tiên đoán các sự kiện trong Vũ trụ có thể tạo ra "những gợn lăn tăn" của không thời gian – những độ cong của chính không thời gian – mà lan truyền ra bên ngoài, tuy vậy hiệu ứng của nó tại Trái Đất là rất nhỏ khiến cho mục tiêu đo được trực tiếp nó dường như là không thể đối với công nghệ ở thời đó. Các nhà vật lý dự đoán rằng các vật chuyển động trên quỹ đạo quay quanh nhau sẽ mất năng lượng do sóng hấp dẫn (một hệ quả của định luật bảo toàn năng lượng), mặc dù khi tới Trái Đất hiệu ứng của sóng hấp dẫn truyền qua là rất nhỏ trong mọi trường hợp xảy ra sự kiện dữ dội trong Vũ trụ.
Sóng hấp dẫn hầu như không tương tác hoặc tương tác rất yếu với vật chất. Không giống như sóng điện từ có tương tác với vật chất, sóng hấp dẫn hoàn toàn truyền tự do qua vật chất. Mức tự do này còn lớn hơn sự tương tác rất ít của neutrino với vật chất. Rất khó có thể thu năng lượng từ sóng hấp dẫn, ngay cả khi nó mang năng lượng lớn, nó chỉ mặc nhiên truyền qua mọi thứ chắn trên đường đi của nó. Sóng hấp dẫn làm kéo và co dãn không gian chúng đi qua. Chúng là các gợn lăn tăn của tấm màn không gian và thời gian. Mọi vật chất nhúng trong không thời gian sẽ bị kéo dãn theo một phương và đồng thời co lại theo phương khác cùng với không thời gian khi có sóng hấp dẫn truyền qua.
Một trong số các trường hợp mà sóng hấp dẫn trở lên mạnh nhất đó là trong giai đoạn cuối cùng của sự kiện kết hợp hai thiên thể đặc như sao neutron hoặc lỗ đen. Trong quãng thời gian dài hàng triệu năm, các cặp sao neutron, và cặp lỗ đen mất dần năng lượng, chủ yếu thông qua sóng hấp dẫn. Sóng này cũng "đẩy" lại các thiên thể (tương tự như phản lực) khiến cho quỹ đạo của chúng chuyển động xoáy ốc vào nhau. Đến thời điểm cuối cùng, hai vật thể sẽ đạt tới vận tốc cực lớn và chỉ trong thời gian vài phần giây hai thiên thể sáp nhập lại với một lượng đáng kể khối lượng của hệ được chuyển đổi thành năng lượng hấp dẫn và phát ra ngoài dưới dạng bức xạ hấp dẫn, mang tới cơ hội đo được trực tiếp sóng hấp dẫn. Tuy nhiên, bởi vì hiểu biết về số lượng các cặp sao trong vũ trụ còn hạn chế và quá trình đạt tới giai đoạn hợp nhất cuối cùng diễn ra rất chậm chạp, cho nên có một độ bất định về số khả năng các sự kiện như thế có thể xảy ra trong một phạm vi không gian trong một khoảng thời gian cho trước.

### Quan sát
Các nhà vật lý có thể phát hiện sóng hấp dẫn một cách gián tiếp, bằng cách quan sát các hiệu ứng của sóng trên những vật thể ở xa, và suy ra sự tồn tại của chúng, hoặc đo một cách trực tiếp và quan sát hiệu ứng của chúng tác dụng lên các thiết bị trên Trái Đất như LIGO, hoặc trong tương lai trên các tàu không gian như eLISA.
| Mô phỏng của siêu máy tính về hệ hai lỗ đen GW150914 |
| --- |
| Mô phỏng (trong chuyển động chậm) cho biết sự kiện sẽ được nhìn như thế nào khi ở gần. Nếu video này được chạy theo thời gian thực, nó sẽ chỉ kéo dài trong 1/3 giây. Ở đây, GW150914 được theo dõi bởi một quan sát viên ở gần hệ, với nền trời chứa đầy sao, khí và bụi. Ánh sáng từ mỗi vật thể đi đến quan sát viên dọc theo con đường bị bẻ cong bởi trường hấp dẫn của các hố đen. Do hiệu ứng thấu kính hấp dẫn mạnh gây bởi không thời gian bị uốn cong làm méo và thay đổi hình ảnh của nền trời khi các lỗ đen chuyển động, va chạm và hợp nhất. Vành xung quanh các hố đen, hay vành Einstein, xuất hiện từ mọi ngôi sao trong vùng nhỏ phía ngay chúng. Quan sát viên này không thể nhìn thấy sóng hấp dẫn (mặc dù có thể cảm nhận được!) và do vậy không thể hiện trong video, nhưng có một ngoại lệ quan trọng: Đối với sóng hấp dẫn truyền ra bên ngoài vào vùng nhỏ phía sau lỗ đen đã làm khuấy động hình ảnh của vành Einstein về các ngôi sao trong vùng này, khiến các sao trượt dài trong vành với một khoảng thời gian khá lâu sau va chạm. Sóng hấp dẫn truyền theo các hướng khác ngoài vành Einstein cũng khiến cho hình ảnh nền trời "nhấp nhô" nhưng với mức độ yếu hơn và ngắn hơn. |

#### Quan sát gián tiếp
Manh mối về hiệu ứng của sóng hấp dẫn lần đầu tiên được phát hiện vào năm 1974 từ hệ quả của chu kỳ quỹ đạo hệ hai sao neutron PSR B1913+16, trong đó một sao là pulsar phát ra các xung vô tuyến quét qua Trái Đất ở những khoảng đều đặn và chính xác khi nó quay quanh trục. Hai nhà thiên văn Russell Hulse và Joseph Taylor, những người phát hiện ra hệ sao đôi này, cũng cho biết theo thời gian, quãng thời gian giữa những lần tín hiệu tới kính thiên văn vô tuyến dần ngắn lại. Điều này gợi ý rằng hai ngôi sao đang chuyển động xoắn ốc gần về nhau với chu kỳ quỹ đạo giảm dần. Năng lượng quỹ đạo của hệ bị mất đi bằng đúng với giá trị dự đoán của sóng hấp dẫn mang theo năng lượng phát ra từ hệ này. Nhờ phát hiện này, Hulse và Taylor đã được trao giải Nobel Vật lý năm 1993. Các quan sát sau đó về pulsar này cùng các hệ khác (như hệ chứa hai pulsar PSR J0737-3039) đều cho kết quả giống với tính toán từ thuyết tương đối rộng ở bậc chính xác cao.

#### Quan sát trực tiếp
Các nhà khoa học và kỹ sư chưa thể đo trực tiếp được sóng hấp dẫn trong một thời gian dài bởi vì hiệu ứng của nó quá nhỏ để có thể phát hiện và phân biệt từ những nguồn gây nhiễu khác trên Trái Đất. Kỹ thuật dùng giao thoa kế để đo đã được mô tả từ thập niên 1960, cùng với tiến bộ về những công nghệ khác được phát triển, giúp cho kỹ thuật này trở lên khả thi và đạt được mục tiêu.
Sự hoạt động cơ bản của giao thoa kế LIGO đó là dùng một chùm laser được tách làm hai và sau đó kết hợp lại sau khi hai chùm được gửi vào những hốc quang học khác nhau. Sự thay đổi độ dài quang trình hoặc thời gian truyền của hai chùm tia, nguyên nhân gây bởi sóng hấp dẫn, và bởi tính chất tốc độ sóng điện từ trong chân không là không đổi, do vậy khi các tia tới điểm kết hợp sẽ tạo thành tín hiệu "phách". Kỹ thuật này đặc biệt nhạy với sự thay đổi rất nhỏ trong khoảng cách hoặc thời gian giữa hai quang trình. Theo lý thuyết, một giao thoa kế với các cánh tay dài khoảng 4 km có khả năng phát hiện ra sự thay đổi của không gian và thời gian – một tỷ lệ rất nhỏ so với đường kính của proton – khi sóng hấp dẫn với cường độ đủ lớn đi qua Trái Đất. Hiệu ứng này không thể cảm nhận được bởi bất kỳ người nào và bất kỳ các thiết bị khác (ngoại trừ các trạm đo lường sóng hấp dẫn với độ nhạy tương tự, như Virgo, GEO 600 và các trạm đang xây dựng KAGRA INDIGO). Về mặt thực nghiệm, cần ít nhất hai giao thoa kế, bởi vì sóng hấp dẫn sẽ được chúng phát hiện với một khoảng trễ thời gian trong khi những nhiễu loạn vật lý khác có thể chỉ ảnh hưởng ở một thiết bị hoặc tín hiệu thu được từ hai thiết bị cho kết quả khác nhau gây bởi những nhiễu loạn này. Dự án LIGO đã được phê duyệt và cung cấp tài chính bởi NSF từ năm 1992. Sau giai đoạn ban đầu, các thiết bị đã được nâng cấp từ 2010 đến 2015 (thành Advanced LIGO), làm tăng độ nhạy của chúng lên 10 lần.
LIGO bao gồm hai đài quan trắc sóng hấp dẫn, nằm cách nhau khoảng 3002 km: Trạm LIGO Livingston (30°33′46,42″B 90°46′27,27″T / 30,55°B 90,76667°T) ở Livingston, Louisiana, và trạm LIGO Hanford, nằm ở tổ hợp Hanford (Hanford Site) (46°27′18,52″B 119°24′27,56″T / 46,45°B 119,4°T) gần Richland, Washington. Sự dịch chuyển nhỏ về độ dài của các cánh tay của chúng liên tục được theo dõi và so sánh với nhau và những hình mẫu tín hiệu mà dường như xuất hiện gần đồng thời ở cả hai trạm sẽ được phân tích tiếp để xác định xem liệu hai thiết bị đã thu được sóng hấp dẫn hay là do nhân tố độ nhiễu.
LIGO giai đoạn đầu (Initial LIGO) hoạt động từ 2002 đến 2010 và không ghi đo được bất cứ sự kiện có ý nghĩa thống kê nào mà có thể xác nhận đó là sóng hấp dẫn. Sau đó nó ngừng hoạt động trong 5 năm để tiến hành thay thế và nâng cấp thành phiên bản tiên tiến hơn "Advanced LIGO". Tháng 2 năm 2015, hai trạm bắt đầu giai đoạn chạy thử kỹ thuật, và hoạt động chế độ quan trắc khoa học chính thức từ ngày 18 tháng 9 năm 2015.
Trong giai đoạn phát triển và hoạt động ban đầu của LIGO, một vài tín hiệu nhân tạo giả ("blind injections") làm giống như hiệu ứng của sóng hấp dẫn đã được đẩy vào để kiểm tra thử khả năng của máy tính cũng như các nhà nghiên cứu có nhận ra được những tín hiệu như thế. Để đảm bảo sự hiệu quả của tín hiệu mù, chỉ bốn nhà khoa học của LIGO được biết lúc nào xuất hiện tín hiệu này, và thông tin chỉ được tiết lộ sau khi tín hiệu đã được các nhà nghiên cứu phân tích cẩn thận. Tuy thế không một tín hiệu nhân tạo giả nào được tạo ra vào tháng 9 năm 2015 khi GW150914 xuất hiện.
| Hoạt động của aLIGO |
| ------------------- |
|                     |

## Sự kiện GW150914

### Đo lường sự kiện

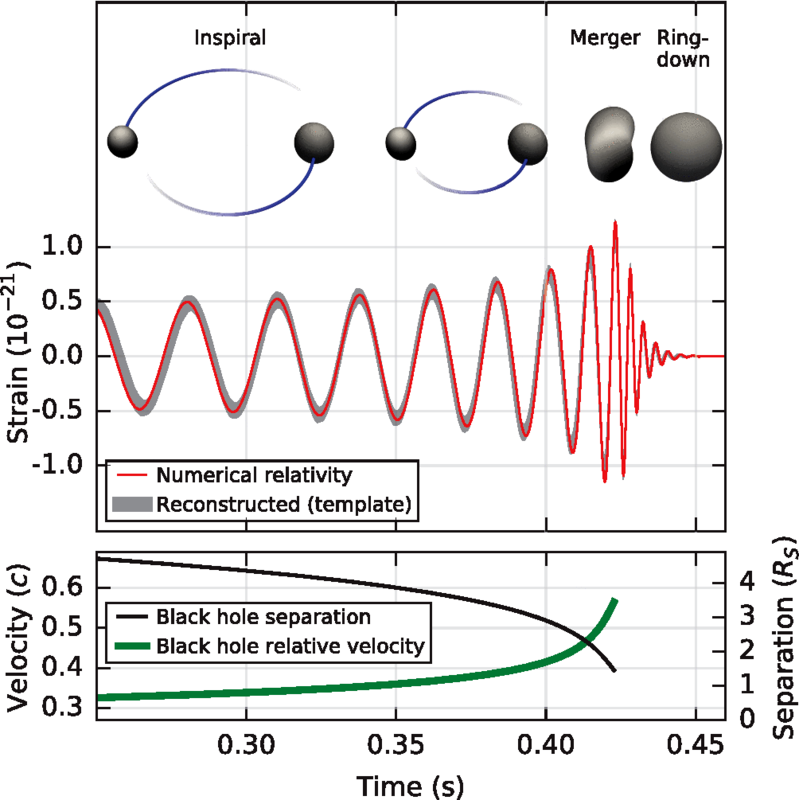
Khung hình trên: Ước lượng biên độ biến dạng sóng hấp dẫn từ GW150914 chiếu lên trạm H1. Biểu đồ dạng sóng đầy đủ trong quá trình chuyển động xoáy tròn, va chạm hợp nhất và dao động tắt dần (ringdown). Hình ảnh cho thấy mô hình mô phỏng theo phương pháp số trong thuyết tương đối (numerical relativity) của chân trời sự kiện lỗ đen trong quá trình sáp nhập. Khung hình dưới: Khoảng cách giữa các hố đen cho theo đơn vị bán kính Schwarzschild (R_{S}=2GM/c^{2}) và vận tốc tương đối của chúng theo tham số hậu-Newton v/c=(GMπf/c3)1/3, với f là tần số sóng hấp dẫn được tính từ phương pháp số và M là khối lượng tổng cộng của hệ.

Ngày 14 tháng 9 năm 2015 lúc 9:50:45 UTC, LIGO đã lần đầu tiên thu được tín hiệu sóng hấp dẫn của sự kiện GW150914. Các đợt sóng lan truyền đến Trái Đất từ bán cầu nam, băng qua Trái Đất và xuất hiện tại bề mặt Trái Đất đầu tiên ở giao thoa kế nằm ở Livingston, Louisiana, và sau đó 7 mili giây, tại giao thoa kế nằm ở Hanford, Washington. Các thiết bị LIGO đang hoạt động trong "chế độ kỹ thuật", có nghĩa là chúng đang hoàn toàn hoạt động nhưng vẫn chưa chính thức bắt đầu giai đoạn "thu thập" (mà sẽ hoạt động kể từ ngày 18 tháng 9), do đó lúc đầu các thành viên trong Nhóm Hợp tác Khoa học LIGO đặt nghi vấn liệu có phải đây là tín hiệu thật hay là dữ liệu mô phỏng cho mục đích kiểm tra thử trước khi nó được các thành viên thông báo rằng đây không phải là tín hiệu nhân tạo giả.
Tín hiệu quét tần (hay di tần - chirp signal) kéo dài trong 0,2 giây, với tần số và biên độ tăng dần trong khoảng 8 chu kỳ từ 35 Hz đến 150 Hz. Mặc dù không phải là âm thanh, khoảng tần số của tín hiệu có giá trị nằm trong khoảng nghe được đối với tai người và được miêu tả nghe giống như tiếng chim hót. Các nhà thiên văn vật lý và những ai quan tâm tới sự kiện này trên toàn thế giới đều rất phấn khích và tự tạo ra tín hiệu âm thanh như thế trên các trang truyền thông xã hội vào thời điểm thông báo khám phá này. Sự tăng tần số bởi vì quỹ đạo của hai vật thể trở lên quay nhanh hơn một cách đáng kể so với trước đó, trong giai đoạn chuyển động xoáy ốc vào nhau trước khi hợp nhất.
Chương trình kích hoạt thông báo khả năng vừa phát hiện sóng hấp dẫn truyền qua đã thông báo cho các nhà nghiên cứu biết chỉ trong vòng ba phút sau khi thu được sự kiện, nhờ sử dụng thuật toán tìm kiếm nhanh ('trực tuyến') cung cấp dữ liệu phân tích sơ bộ từ dữ liệu đo được của các thiết bị. Sau báo động tự động vào lúc 09:54 UTC mà hai nhà nghiên cứu ở Viện Vật lý Hấp dẫn Max Planck (Viện Albert Einstein, AEI) nhận được đầu tiên, một loạt các thư nội bộ gửi tới xác nhận việc đã không có một kế hoạch hoặc bất ngờ tạo ra tín hiệu nhân tạo giả nào được thực hiện, và dữ liệu trông rất nét. Sau vài ngày, các thành viên trong nhóm hợp tác nhận ra khả năng đây là tín hiệu thật và bắt đầu nghiên cứu tìm hiểu các tham số từ nguồn phát.
Phân tích thống kê dữ liệu một cách chi tiết hơn, và trong vòng 16 ngày thu thập dữ liệu từ 12 tháng 9 đến 20 tháng 10 năm 2015, với tỉ số tín hiệu cực đại trên nhiễu bằng 24 và ước lượng tỷ lệ thông báo giả là nhỏ hơn 1 sự kiện trên 203.000 năm, tương đương với ý nghĩa trên 5,1σ hoặc mức tin cậy bằng 99,99994%, nhóm Hợp tác Khoa học LIGO đã xác nhận GW150914 là một sự kiện thật. Sóng cực đại được phát hiện ở Livingston sớm hơn 7 mili giây so với ở Hanford. Sóng hấp dẫn lan truyền với tốc độ ánh sáng, sự chênh lệch là khớp với quãng thời gian ánh sáng truyền trong khoảng cách giữa hai trạm. Chúng đã truyền trong Vũ trụ hơn một tỷ năm về trước.
Ở thời điểm xảy ra sự kiện, trạm quan trắc sóng hấp dẫn Virgo (gần Pisa, Italia) đang ngừng hoạt động để tiến hành nâng cấp; nếu nó được bật sớm thì sẽ đủ nhạy sau khi nâng cấp để thu được tín hiệu này, do vậy nâng cơ hội xác định được vị trí nguồn phát ra sóng hấp dẫn. Cơ sở GEO600 (gần Hannover, Đức) mặc dù đang hoạt động nhưng không đủ nhạy để bắt tín hiệu. Do đó không một trạm độc lập nào khác có thể xác nhận tín hiệu đo được bởi hai trạm của LIGO.

### Nguồn gốc thiên văn vật lý

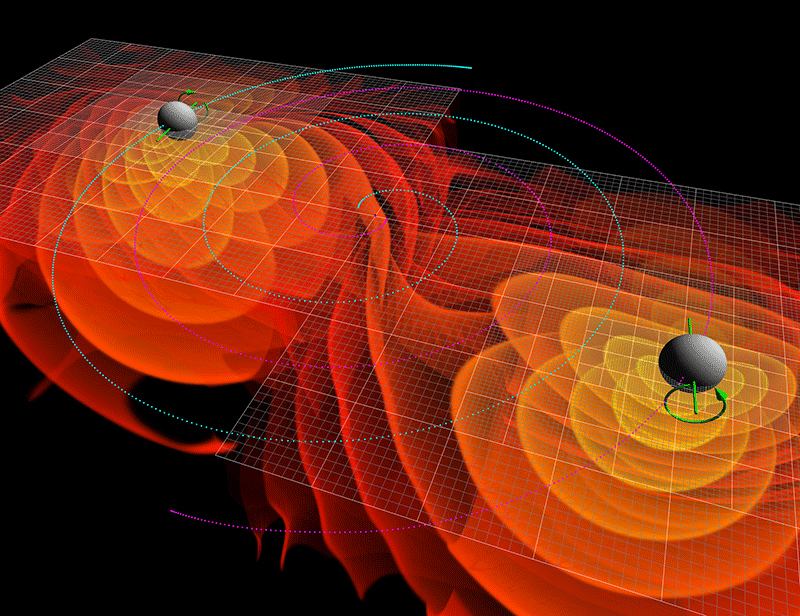
Ảnh mô phỏng hai hố đen trong quá trình sáp nhập và tạo ra sóng hấp dẫn.